# Université de science et technologie de Nankin
L'Université de science et technologie deNankin (en chinois simplifié 南京理工大学, pinyin Nánjīng Lǐgōng Dàxué, en abrégé 南理工, Nánlǐgōng ; en anglais Nanjing University of Science and Technology, NJUST) est une université chinoise située à Nankin, en Chine. 

## Historique
Le département du génie d'artillerie de l'Institut du génie militaire de l'APL[Quoi ?] à Harbin a été transféré à Nanjing en 1962. 
En 1993, l'école a changé son nom à l'université de Science et Technologie de Nanjing.

## Relations internationales
L'université a créé l'ENI NUJST Sino-French Engineer School en partenariat avec l'École nationale d'ingénieurs de Metz.

## Honneur
L'astéroïde (530739) Nanligong porte son nom.